# Ернст Кучкау
Ернст Кучкау (нім. Ernst Kutschkau; 23 листопада 1910 — 4 лютого 1947) — німецький військовик, оберфельдфебель резерву вермахту. Кавалер Лицарського хреста Залізного хреста з дубовим листям.

## Біографія
В 1934 році вступив у рейхсвер, служив в 2-й роті 3-го піхотного полку 21-ї піхотної дивізії. З червня 1941 року брав участь в Німецько-радянській війні. З початку 1944 року — командир 6-ї роти свого полку. Відзначився у боях в Балтії та Східній Пруссії. В останні місяці війни служи в навчальному піхотному полку в Ольденбурзі. В травні 1945 року взятий в полон союзниками. Помер в таборі для військовополонених.

## Нагороди
- Медаль «За вислугу років у Вермахті» 4-го класу (4 роки)
- Залізний хрест
  - 2-го класу (3 вересня 1941)
  - 1-го класу (11 лютого 1944)
- Штурмовий піхотний знак в сріблі (5 грудня 1941)
- Медаль «За зимову кампанію на Сході 1941/42»
- Нагрудний знак «За поранення»
  - в чорному (20 листопада 1943)
  - в сріблі (квітень 1944)
- Нагрудний знак ближнього бою
  - в бронзі (1 серпня 1943)
  - в сріблі (15 травня 1944)
  - в золоті (1 лютого 1945)
- Відзначений у Вермахтберіхт (18 березня 1944)
- Лицарський хрест Залізного хреста з дубовим листям
  - лицарський хрест (16 квітня 1944)
  - дубове листя (№777; 11 березня 1945)
- Німецький хрест в золоті (9 березня 1945)